# Corraini edizioni
Corraini Edizioni è una casa editrice italiana con sede a Mantova, fondata da Marzia e Maurizio Corraini. 

## Storia
Nata nel 1973 come galleria d'arte, ha prodotto esposizioni e cataloghi dedicati ad artisti e designer quali, tra gli altri, Alighiero Boetti, Salvatore Garau, Enrico Castellani, Giosetta Fioroni, Vico Magistretti, Michelangelo Pistoletto, Enzo Mari, Luigi Veronesi, Pablo Echaurren. L'attenzione per il libro come oggetto d'arte (in particolare quello per bambini), nacque dall'incontro, alla metà degli anni Ottanta, con Bruno Munari, che ha un ruolo speciale nella storia della casa editrice . Nel 1992 Munari iniziò a produrre per la casa editrice la collana «Block notes» ; in seguito il rapporto si è consolidato, e Corraini è considerato "l'editore di riferimento" dell'artista , ristampandone anche i titoli più rari . Alla casa editrice è stato assegnato nel 2014 il BOP - Bologna Prize Best Children’s Publisher of the Year, nell'ambito della Bologna Children's Book Fair .